# Morseov kod
Morseov kod ili šifra, koju je izmislio Samuel Morse, jedan je od najpoznatijih brzojavnih (telegrafskih) kodova ili šifara. Kod je sustav međunarodno usvojene simbolične abecede, kojim se u žičnoj i radijskoj telegrafiji označavaju slova, brojevi, znaci razgodaka i ine službene kratice. Znaci brzojavnog (telegrafskog) koda sastavljeni su iz dva osnovna činitelja: znakovnog i rastavnog impulsa.
U radijskoj telegrafiji najčešće se koriste Morseova abeceda, međunarodne abecede broj 1 i 2 i kodna abeceda. Kod Morsea je svako slovo sastavljeno od znakovnih, obično strujnih impulsa – kraćih i dugih crtica, i rastavnih, pretežno bestrujnih impulsa, koji služe kao razmak između znakova, riječi i rečenica. Koristi se za prijem na sluh ili elektromagnet s pisačem, koji ove crtice ispisuje na vrpcu.

## Znakovi
Kodiranje slova izvedeno je tako da česta slova engleskog jezika (E, T) imaju kraći zapis pa se ukupna dužina kodirane poruke skraćuje (radi se o nekoj vrsti Huffmanovog koda).

## Izviđači
Izviđači se također služe Morseovim kodom. Postoji i disciplina slanja i primanja poruke na natjecanjima. Postoji i mnogo načina za lakše pamćenje. Jedan od boljih je da se uz svako slovo pamti riječ, a zatim se riječ podijeli na slogove. Samoglasnici a, e, i, u znače · , a samoglasnik o –.

### Slova
```
 A: 
· – 
      Alfa
 B: 
– · · · 
  Bravo
 C: 
– · – · 
  Charlie
 D: 
– · · 
    Delta
 E: 
· 
        Echo
 F: 
· · – · 
  Foxtrot
 G: 
– – · 
    Golf
 H: 
· · · · 
  Hotel
 I: 
· · 
      India
 J: 
· – – – 
  Juliett
 K: 
– · – 
    Kilo
 L: 
· – · · 
  Lima
 M: 
– – 
      Mike
 N: 
– · 
      November
 O: 
– – – 
    Oscar
 P: 
· – – · 
  Papa
 Q: 
– – · – 
  Quebec
 R: 
· – · 
    Romeo
 S: 
· · · 
    Siera
 T: 
– 
        Tango
 U: 
· · – 
    Uniform
 V: 
· · · – 
  Victor
 W: 
· – – 
    Whiskey
 X: 
– · · – 
  X– Ray
 Y: 
– · – – 
  Yankee
 Z: 
– – · · 
  Zulu
 Č: 
– · – – · 

 Ć: 
– · – · · 

 DŽ: 
– – · – · 

 Đ: 
– · · – – 

 LJ: 
· – – – · 

 NJ: 
– – · – – 

 Š: 
– – – · – 

 Ž: 
– – · · – 
```

### Brojevi
```
 1: 
· – – – – 

 2: 
· · – – – 

 3: 
· · · – – 

 4: 
· · · · – 

 5: 
· · · · · 

 6: 
– · · · · 

 7: 
– – · · · 

 8: 
– – – · · 

 9: 
– – – – · 

 0: 
– – – – – 
```

### Interpunkcija
```
Točka   (.): 
· – · – · 

Zarez   (,): 
– – · · – 

Upitnik (?): 
· · – – · 
```

### Drugi način pamćenja koda
Drugi način brzog i lakog pamćenja Morseovog koda je koristeći simbole grupirane u 10 krugova i to:

## Broj Morseovih kodova
Prebrojavanje Morseoih kodova neke određene duljine može se činiti na nekoliko načina, a poznato je da je broj Morseovih kodova duljine n jednak (n + 1)-vom Fibonaccijevom broju.